# Osmoxylon miquelii
Osmoxylon miquelii är en araliaväxtart som beskrevs av Jacob Gijsbert Boerlage. Osmoxylon miquelii ingår i släktet Osmoxylon och familjen Araliaceae. Inga underarter finns listade.